# Wendela Bicker

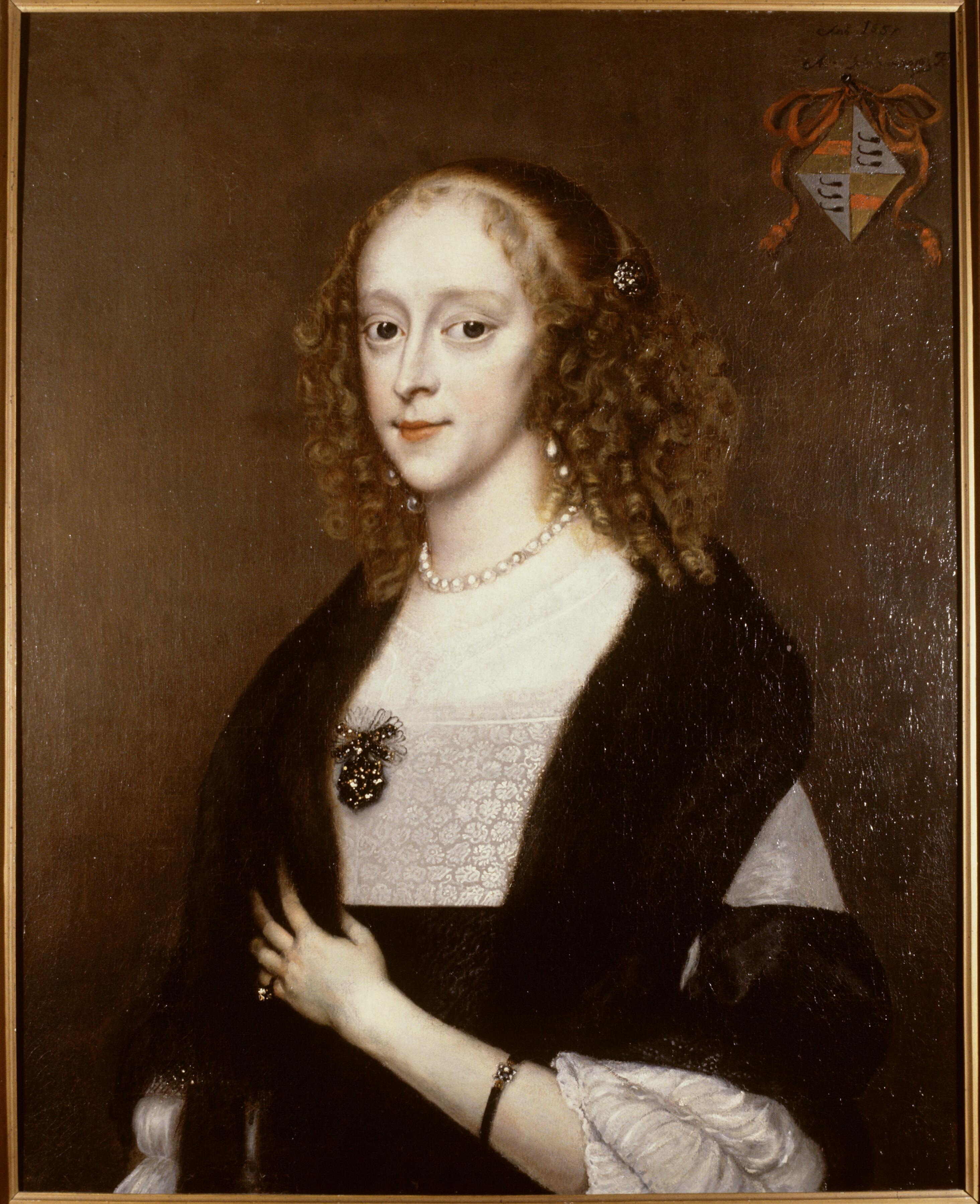
Wendela Bicker (1659), Porträt von Adriaen Hanneman

Wendela Bicker (getauft am 30. Dezember 1635; † 1. Juli 1668) war die Ehefrau von Johan de Witt.

## Leben

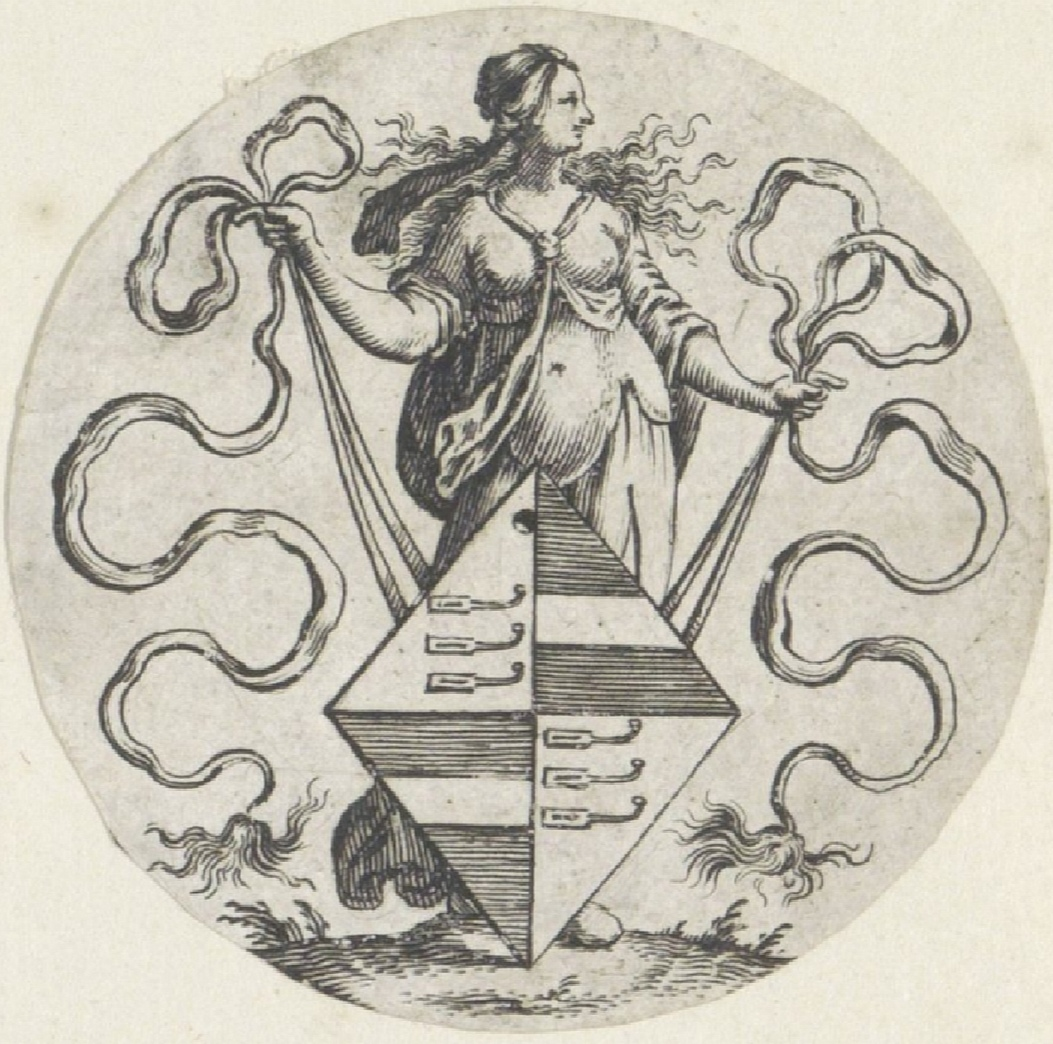
Familienwappen von Wendela Bicker

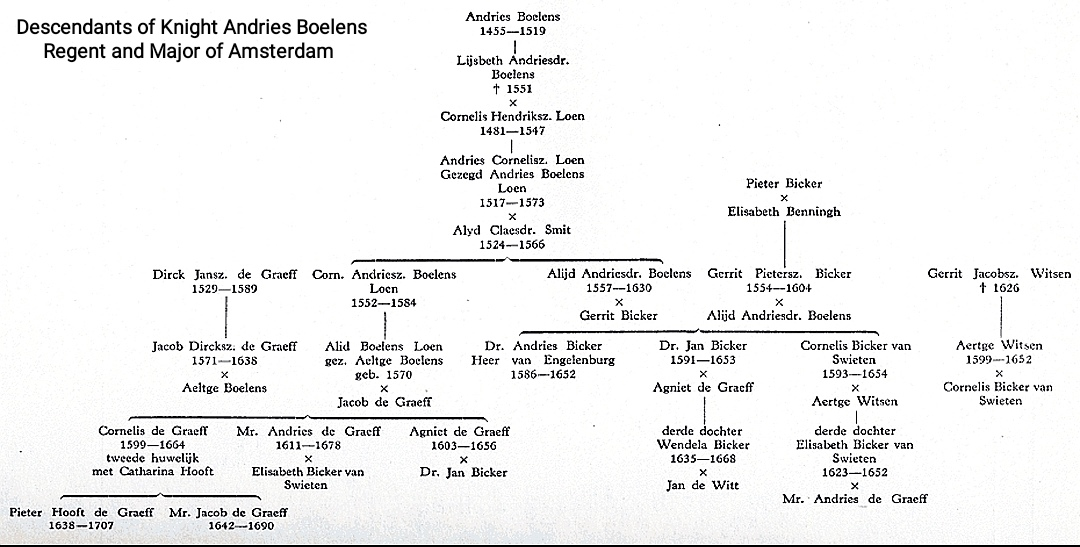
Übersicht über die maßgeblichen Familienbeziehungen der Amsterdamer Oligarchie um die Geschlechter Boelens Loen, De Graeff, Bicker (van Swieten), Witsen sowie Johan de Witt im Goldenen Zeitalter.

### Herkunft und Familie
Wendela Bicker war als Tochter von Bürgermeister Johan Bicker (1591–1653) und Agneta de Graeff van Polsbroek (1603–1656) ein Abkömmling aus zwei der einflussreichsten Amsterdamer Geschlechter des Goldenen Zeitalters der Niederlande. Sie wuchs in einem Stadtpalais in der Keizersgracht auf. Ihre Schwestern verehelichten sich mit einflussreichen Persönlichkeiten: Elisabeth Bicker (1630–1660) heiratete den Waffenhändler Jacob Trip, Geertruid Bicker (1634–1702) ehelichte den reichen Bankier und Investor Jean Deutz, Cornelia Bicker (1638–1665), ehelichte ihren Cousin Gerard Bicker (I) van Swieten und Jacoba Bicker (1640–1695) ehelichte ihren Cousin Pieter de Graeff.

### Ehe und Nachkommen
Wendela Bicker lernte ihren späteren Ehemann Johan de Witt bei einem Treffen ihres Onkels Cornelis de Graeff mit dem jungen Staatsmann kennen. De Witt war seit 1653 als Ratspensionär der erste Mann der Republik, aber führte einen „erbärmlichen Junggesellenhaushalt“ in Den Haag. Johans Vater Jacob de Witt drängte ihn, sich eine standesgemäße Ehefrau zu suchen, mit ihr eine Familie und einen „ordentlichen Haushalt“ zu gründen. Dieses Unternehmen erleichterte ihm Wendela insofern, als sie sich als eine „sanfte Frau von schlankem und zierlichem Wuchs“, „mit blonden Locken und sanften Augen darstellte“. Im Nachsommer des Jahres 1654 begann de Witt ihr den Hof zu machen. Am 16. Februar 1655 fand die Hochzeit des Paares in der Nieuwe Kerk von Amsterdam statt. Hollands Nationaldichter Joost van den Vondel trug bei dieser Feier ein für diesen Anlass geschriebenes Gedicht vor.
Nach der Hochzeit zog das junge Ehepaar nach Den Haag, wo de Witt als Ratspensionär von Holland und West-Friesland im Binnenhof – der alten Residenz der Grafen von Holland – tätig war. Auf Ratschläge des englischen Gesandten Sir William Temple hin richtete sich das Ehepaar in seinem neuen Wohnsitz in der „Hofsingel“ einen großen Haushalt mit zahlreichen Bediensteten und zwei livrierten Dienern für den Ratspensionär ein.
Wendela gebar innerhalb von zwölf Ehejahren acht Kinder, von denen aber drei schon im Kleinkindalter verstarben:
- Anna de Witt (1655–1725), verehelicht mit Herman van de Honert, Bürgermeister von Dordrecht
- Agnes de Witt (1658–1688), verheiratet mit Simon van Teresteyn van Halewijn, Bürgermeister von Dordrecht und Diplomat
- Maria de Witt (1660–1689), ehelichte Willem Hooft, den späteren Bürgermeister von Delft
- Johan II. de Witt (1662–1701), Gelehrter, Sammler, Reisender
- Jacob de Witt (1667–1685), jung verstorben

Wendela nahm ihre Mutteraufgabe sehr ernst, führte den Haushalt selbst und kümmerte sich auch um Johans alten Vater Jacob. Auf die Dauer überstieg dies aber ihre Kräfte. Als auch noch im Juni 1668 ihre zweijährige Tochter Elisabeth starb, war Wendela mit ihrer Kraft am Ende, und sie verstarb nach viertägiger Krankheit Ende Juni oder Anfang Juli desselben Jahres. Am 6. Juli wurde Wendela Bicker unter großer Beteiligung der Bevölkerung im Familiengrab in der Amsterdamer Nieuwe Kerk bestattet.
Nach dem Tod von Wendela Bicker wurden ihre beiden Schwager Jean Deutz und Pieter de Graeff zum Vormund deren fünf Neffen und Nichten, darunter Johan II. de Witt, bestellt, und für die Abwicklung des Nachlasses zuständig. In dieser schwierigen Zeit halfen dem Witwer Johan de Witt viele weitere Familienmitglieder, wie sein Schwager Gerard Bicker (I) van Swieten, indem sie sich seiner Kinder annahmen. Nach de Witts Ermordung im Sommer 1672 wurde Wendelas Cousin Pieter de Graeff zum Versorger der Vollwaisen.